# 桑江健一郎
桑江 健一郎（くわえ けんいちろう、1994年10月24日 - ）は、日本の元ラグビー選手。

## プロフィール
- 沖縄県出身[1]。
- 現役時代のポジションはフルバック(FB)。
- 身長 177cm、体重 76kg
- U20日本代表に選ばれたことがある[2]。
- ジュニア・ジャパンに選ばれたことがある[3]。

## 略歴
2013年、コザ高校卒業後、流通経済大学に入る。
2017年、流通経済大学卒業後、クボタスピアーズ(現・クボタスピアーズ船橋・東京ベイ)に加入。
2018年1月14日に行われたジャパンラグビートップリーグ総合順位決定トーナメント第2節の豊田自動織機シャトルズ戦に途中出場で公式戦初出場を果たした。
2022年、現役を引退した。